# Rêve géorgien

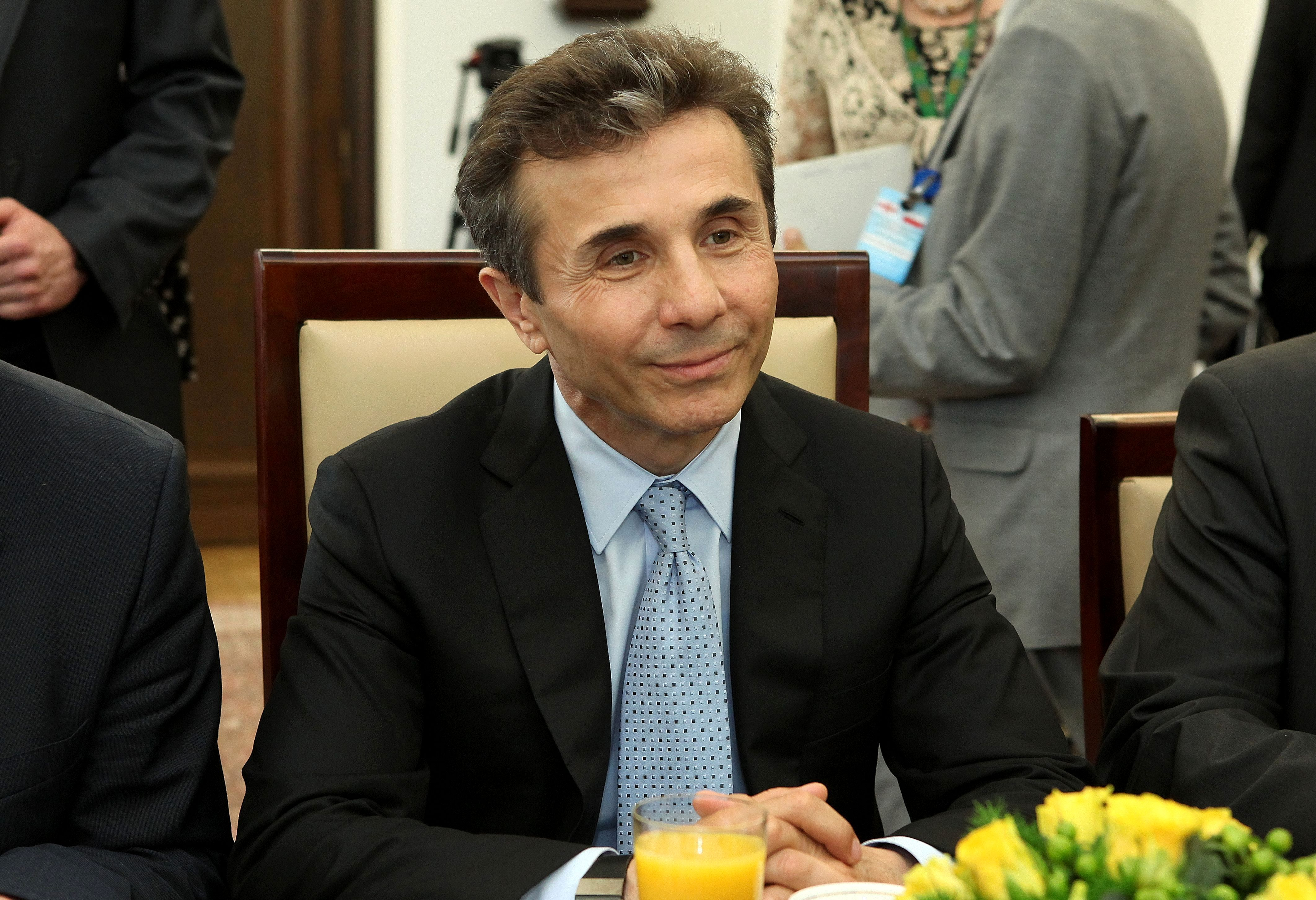
Bidzina Ivanichvili, fondateur du Rêve géorgien, en juillet 2013

Rêve géorgien - Géorgie démocratique (KO) (en géorgien : ქართული ოცნება) est un parti politique géorgien lancé le 11 décembre 2011 et officiellement fondé le 21 avril 2012. Le parti dirige la Géorgie de manière continue depuis octobre 2012.
Rêve géorgien est un parti attrape-tout se réclamant initialement du centre-gauche en s'affiliant à l'Alliance progressiste. Il est au départ décrit comme favorable à une économie libérale et à un rapprochement avec l'Occident, l'OTAN et l'Union européenne. 
Rêve géorgien est soupçonné d'avoir systématiquement détourné les institutions démocratiques du pays, au profit de son dirigeant et fondateur le milliardaire Bidzina Ivanichvili, et d'avoir saboté le processus d'intégration européenne, à la demande de la Russie, avant de devenir ouvertement pro-russe à partir de 2021-2022,,. Le 16 avril 2024, il fait voter une loi très controversée sur les « agents de l'étranger » calquée sur la législation russe et qui de fait empêcherait toute adhésion à l'UE puisqu'elle limite drastiquement la liberté des médias. Ses positions politiques sont parfois comparées à celles des partis d'extrême-droite occidentaux,.
Le parti s'impose lors des élections législatives de 2024. Les résultats sont contestés par l'opposition, qui l'accuse de fraude et refuse l'investiture parlementaire, et mis en doute par les observateurs internationaux.

## Histoire
Son fondateur, l'homme d'affaires Bidzina Ivanichvili, crée en février 2012 une coalition politique qui comprend :
- le parti Rêve géorgien ;
- Notre Géorgie - Démocrates libres ;
- L'industrie sauvera la Géorgie ;
- le Parti conservateur de Géorgie ;
- le Forum national ;
- le Parti républicain.

Depuis 2012, cinq Premiers ministres proviennent successivement de ses rangs, Bidzina Ivanichvili (2012-2013) — en cohabitation avec le président Mikheil Saakachvili —, puis Irakli Garibachvili (2013-2015), Guiorgui Kvirikachvili (2015-2018), Mamuka Bakhtadze (2018-2019) et Guiorgui Gakharia (depuis 2019). Les trois derniers sont dotés de l'essentiel du pouvoir exécutif à la suite d'un amendement constitutionnel.
Le plus grand parti rival est le Mouvement national uni de l'ancien président Mikheil Saakachvili, bien que les deux formations partagent les mêmes orientations idéologiques. Dans ce contexte, les débats politiques se concentrent principalement sur les rapports avec la Russie, les deux partis s'accusant mutuellement de « faire le jeu de Moscou ». Les questions sociales sont le plus souvent absentes des discours et des débats politiques.
Le 4 novembre 2014, Notre Géorgie - Démocrates libres se sépare de la coalition et rejoint l'opposition. Le 8 octobre 2016, le Forum national, L'industrie sauvera la Géorgie, le Parti conservateur et le Parti républicain se présentaient, à leur tour, séparément aux élections législatives.
Le 11 janvier 2021, le chef du parti démissionne, laissant son poste au secrétaire exécutif du parti Irakli Kobakhidze.
Le 7 mai 2025, Irakli Kobakhidze a été élu président du parti Rêve Géorgien.

## Représentation parlementaire

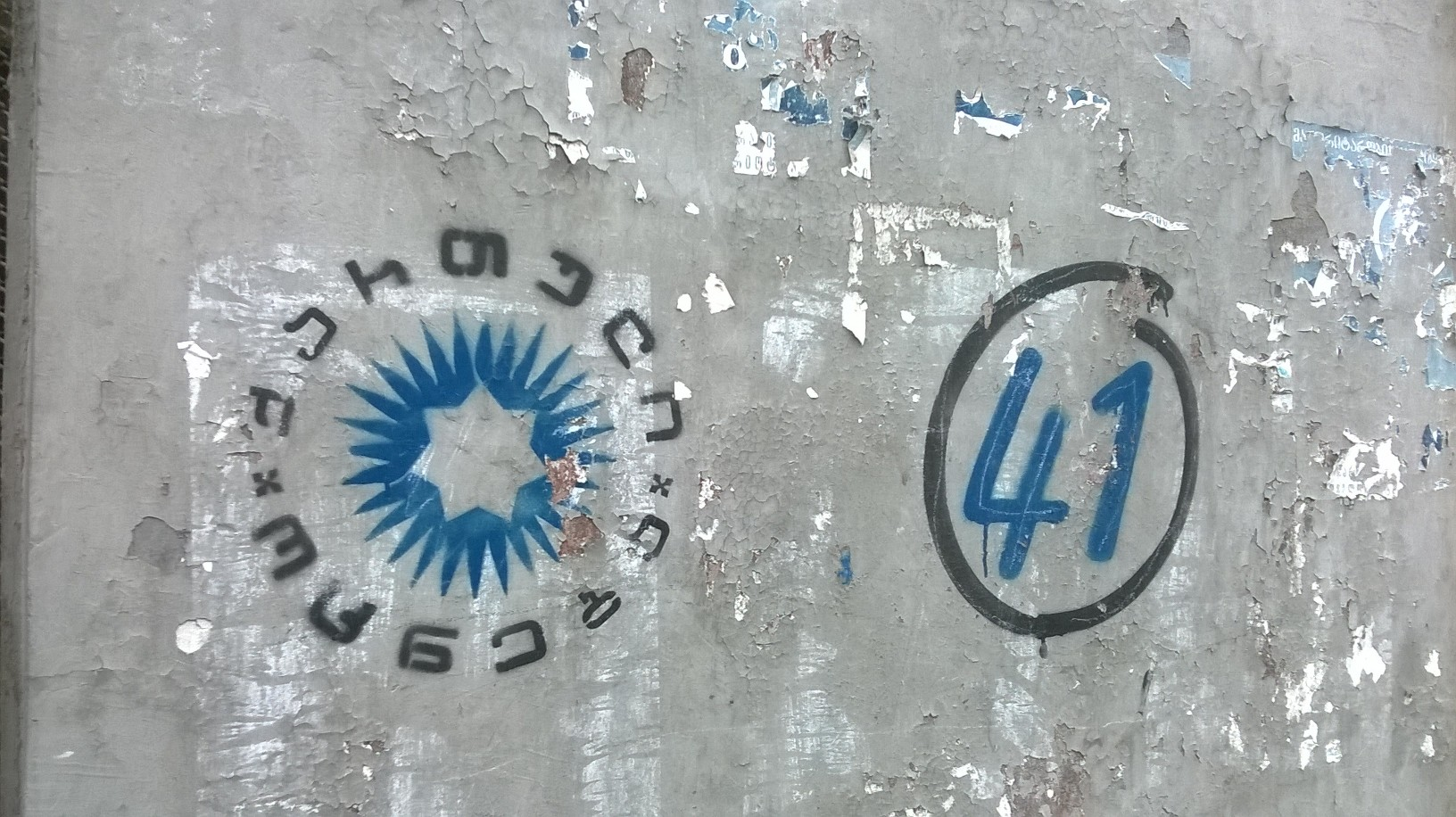
Graffiti du Rêve géorgien, campagne électorale, août 2016, Tbilissi

Le 1er octobre 2012, lors des élections législatives, la coalition Rêve géorgien obtient 54,97 % des voix au scrutin proportionnel plurinominal (44 sièges sur 77) et 41 sièges sur 73 au scrutin uninominal à deux tours, ce qui lui donne la majorité au Parlement, ,.
Le 8 octobre 2016, pour les élections législatives, Rêve géorgien se présente seul et obtient 48,67 % des suffrages exprimés au scrutin proportionnel plurinominal, ce qui lui assure 44 sièges et 23 supplémentaires au scrutin uninominal dès le 1er tour, totalisant déjà 67 sièges sur 150. Au second tour, le 30 octobre, le parti remporte 48 des 50 sièges restant en ballottage. Ce résultat d'ensemble confère au Rêve géorgien une confortable majorité au Parlement avec 115 élus pour 150 sièges.
Rêve géorgien remporte les élections législatives de 2020 avec 48 % des voix selon les résultats officiels. Les partis de l’opposition ne reconnaissent pas les résultats du scrutin, dénonçant des fraudes massives. Les observateurs électoraux de l'OSCE et de l’OTAN ont déclaré que les élections s’étaient déroulées « dans un environnement compétitif », décrivant toutefois le scrutin comme « loin d’être irréprochable » et soulignant des « allégations généralisées de pressions sur les électeurs (…) et des lignes floues entre le parti au pouvoir et l’État ».

## Présidence de la République
Le 27 octobre 2013, lors de l'élection présidentielle, le candidat de la coalition Rêve géorgien, Guiorgui Margvelachvili, obtient 62 % des suffrages exprimés. Il est élu à un poste dont les fonctions sont désormais plus représentatives qu'exécutives,.
Le 28 novembre 2018, lors de l'élection présidentielle, la candidate soutenue par le Rêve géorgien, Salomé Zourabichvili, est élue en obtenant 59,52 % des suffrages exprimés.

## Idéologie
Rêve géorgien est hostile envers les questions de diversité. La rhétorique anti-LGBTQ+ du parti s'intensifie depuis 2021, lorsque le Premier ministre de l'époque, Irakli Garibachvili, qualifie une tentative de marche des fiertés à Tbilissi de « propagandiste », après que celle-ci ait été violemment perturbée par le groupe pro-russe Mouvement conservateur (en).
En 2024, le parti approuve un ensemble législatif homophobe interdisant la « propagande LGBT », le mariage homosexuel et les traitements médicaux d'affirmation de genre,.
En 2025, Chalva Papouachvili annonce l'examen prochain d'une proposition législative visant à interdire les marches LGBT et les objets aux couleurs associées au mouvement LGBT,.

## Résultats électoraux

### Élections législatives
| Élection | Votes     | %     | Sièges    | Rang | Gouvernement                                                                               |
| -------- | --------- | ----- | --------- | ---- | ------------------------------------------------------------------------------------------ |
| 2012     | 1 184 612 | 55,0  | 85 / 150  | 1er  | Ivanichvili (2012-2013), Garibachvili I (2013-2015), Kvirikachvili I (2015-2016)           |
| 2016     | 856 638   | 48,7  | 115 / 150 | 1er  | Kvirikachvili II (2016-2018), Bakhtadze I (2018) et II (2018-2019), Gakharia I (2019-2020) |
| 2020     | 926 959   | 48,1  | 90 / 150  | 1er  | Gakharia II (2020-2021), Garibachvili II (2021-2024), Kobakhidze (depuis 2024)             |
| 2024     | 1 120 140 | 53,94 | 89 / 150  | 1er  |                                                                                            |